# Ougne
L'Ougne est une petite rivière française du département de la Côte-d'Or  dans la région Bourgogne-Franche-Comté et un affluent droit de l'Ignon, donc un sous affluent du Rhône par le Pont-Rion, la Tille et la Saône.

## Géographie
De 13,2 km de longueur, l'Ougne prend sa source à Saint-Martin-du-Mont, entre les lieux-dits le Coteau Paillot et le Bas de Trémont, à 505 m d'altitude.
L'Ougne conflue en rive droite de l'Ignon à Pellerey, 358 m d'altitude, après avoir longé la Côte des Trapeux sur la commune de Pellerey.

### Communes et cantons traversés
Dans le seul département de la Côte-d'Or (21), l'Ougne traverse les cinq communes suivantes, de l'amont vers l'aval, de Saint-Martin-du-Mont (source), Saint-Seine-l'Abbaye, Vaux-Saules, Lamargelle, Pellerey (confluence).
Soit en termes de cantons, l'Ougne prend source et conflue dans le même canton de Saint-Seine-l'Abbaye, dans l'arrondissement de Dijon.

### Bassin versant
L'Ougne traverse une seule zone hydrographique dite 'L'Ignon' (U121) de 378 km2. Ce bassin versant est composé à 58,90 % de « forêts et milieux semi-naturels », à 38,66 % de « territoires agricoles », et à 2,26 % de « territoires artificialisés ».

## Affluents
L'Ougne a un seul affluent référencé :
- le ruisseau de Champagny (rg), 5,2 km, sur les quatre communes suivantes de Champagny (source), Vaux-Saules Poncey-sur-l'Ignon, Pellerey (confluence) avec un affluent :
  - le Laveau (rg), 3,5 km, sur les deux communes de Saint-Seine-l'Abbaye (source) et Champagny confluence.

Géoportail ajoute un petit affluent droit de 0,7 km de longueur, la Combe de la Perrière, sur la seule commune de Vaux-Saules
Son rang de Strahler est donc de deux( (2).